# Stenospermation ellipticum
Stenospermation ellipticum är en kallaväxtart som beskrevs av Thomas Bernard Croat och D.C.Bay. Stenospermation ellipticum ingår i släktet Stenospermation och familjen kallaväxter. Inga underarter finns listade.